# Partie carrée (Théophile Gautier)
Partie carrée est un roman d'aventures de Théophile Gautier paru d'abord sous le nom  Les Deux étoiles en feuilleton dans le périodique La Presse d'Émile de Girardin du 20 septembre au 15 octobre 1848, puis sous le nom de Partie carrée en 1851, et publié à nouveau dans le journal L'Univers illustré sous le titre La Belle-Jenny entre juin et septembre 1865. C'est sous le nom de Partie carrée qu'il est actuellement le plus souvent publié et cité.

## Résumé
Le jour même de leur mariage, deux couples anglais sont séparés et entraînés vers des aventures virevoltantes. Un des protagonistes part à la recherche de son origine en Inde, tandis que deux autres sont embarqués sur le navire La Belle-Jenny pour une mission mystérieuse dans l'Océan Atlantique.

## Commentaires
Œuvre expérimentale, c'est le moins connu des romans de Théophile Gautier. Écrit en 15 mois, dont la fin en grande hâte, le roman rassemble de nombreux thèmes chers à Gautier : chassés-croisés amoureux, humour, orientalisme, aventures et rebondissements. Essentiellement roman d'aventures, on y trouve quelques éléments fantastiques (divination indienne), voire de science-fiction (sous-marin).